# Farol da Ponta de São Jorge
Der Farol da Ponta de São Jorge ist ein Leuchtturm an der Nordküste der portugiesischen Insel Madeira und liegt in der Freguesia (Gemeinde) São Jorge.

## Lage und Beschreibung
Der Farol da Ponta de São Jorge befindet sich im Nordosten der Gemeinde São Jorge auf einem weit ins Meer ragenden Felsvorsprung und liegt dort auf einer Höhe von 257 Metern. Er ist ein runder, unverputzter Betonturm mit acht senkrechten Rippen. Er besitzt eine Laterne und eine nur über eine Außenleiter zugängliche Galerie, die beide rot gestrichen sind. Am Fuß des Leuchtturms steht ein kleines einstöckiges Technikgebäude. Dieser Leuchtturmtyp wurde im Madeira-Archipel auch bei dem Farol do Ilhéu Chão und dem Farol do Ilhéu de Ferro genutzt. Ebenfalls baugleich sind auf den Azoren die Leuchttürme Farol do Carapacho, Farol da Ponta do Cintrão und Farol de Ponta Garça. Die Höhe des Leuchtturms beträgt 14 Meter. Der Turm ist für Besucher zugänglich. Einige Schritte entfernt liegt ein Wohnhaus für den früheren Leuchtturmwärter.
Das Leuchtfeuer ist unter der internationalen Nummer D-2755 registriert und befindet sich in einer Höhe von 271 Metern. Die Kennung besteht aus einem zwei Sekunden dauernden weißen Licht, das sich alle fünf Sekunden wiederholt. Die Tragweite beträgt rund 15 Seemeilen (ca. 28 Kilometer).

## Geschichte

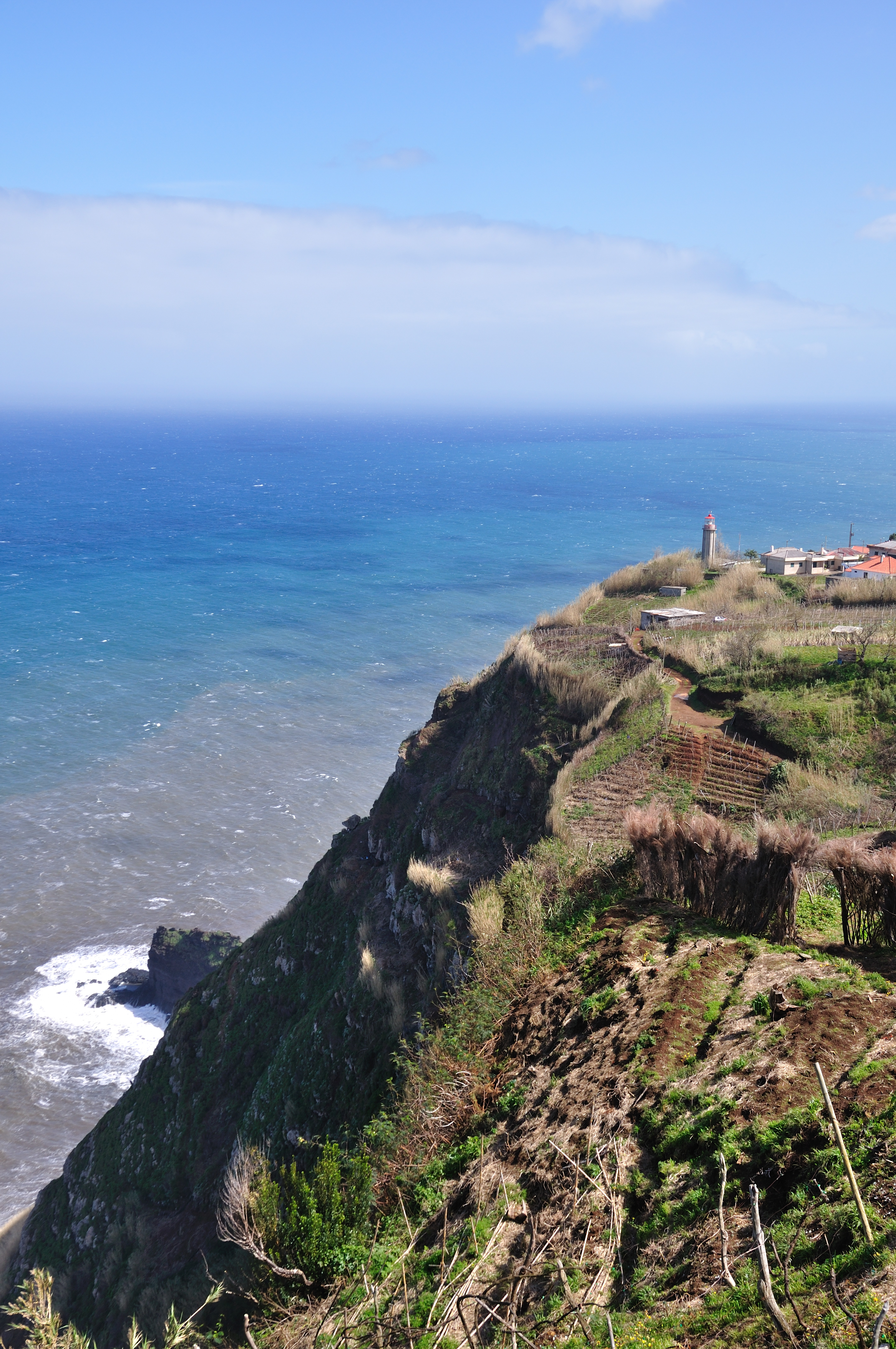
Farol da Ponta de São Jorge

Der Leuchtturm wurde im Jahre 1948 entworfen, der Bau erfolgte 1959 und die Inbetriebnahme am 12. April 1959. Das gasbetriebene Leuchtfeuer war mit einer Optik dritter Ordnung ausgestattet, die Brennweite betrug 500 Millimeter. Die ursprüngliche Kennung bestand aus zwei weißen Blitzen, die jeweils durch eine 2-Sekunden- und eine 4-Sekunden-Pause voneinander getrennt waren und eine Reichweite von 16 Meilen hatten.
Im November 1962 wurde das Leuchtfeuer elektrifiziert, verbunden damit war ein Wechsel der Kennung auf das zwei Sekunden dauernde weiße Licht, das sich alle fünf Sekunden wiederholt. Die Reichweite vergrößerte sich auf 22 Meilen. 1986 wurde der Leuchtturm automatisiert, 1995 wurde eine 100-Watt-Lampe installiert, wodurch sich die Reichweite auf nun 15 Meilen änderte.